# 黃玉鉉
黄玉铉（?—约1681），字振公，一字汉涯，洋县人。
顺治十六年（1659年）三甲第三十九名，任湖广广济（今湖北蕲春县东南）知县。生性剛直，所有馈赠，一概谢绝。